# صادق الشرقاوي
صادق عبد الرحمن صادق الشرقاوي، رجل أعمال مصري ومن قيادات جماعة الإخوان المسلمين ورئيس مجلس إدارة قناة مصر 25.

## المولد والنشأة
- ولد في قرية هورين بالمنوفية في 1 مارس 1950
- انتقل مع أسرته إلى القاهرة في منتصف خمسينيات القرن العشرين، ليسكنوا في منطقة الكيت كات بإمبابة

## الدراسة
- تخرج في كلية التجارة بـجامعة القاهرة في 1973
- عمل في مجال الحسابات فترة بسيطة قبل أنتقاله إلى بريطانيا
- سافر إلي بريطانيا في 1974 للحصول علي الدراسات العليا في مجال الحاسب الآلي وانتهي منها في 1976

## العمل
- سافر بعد انتهاء دراسته في بريطانيا، إلي المملكة العربية السعودية ليعمل فيها حتي 1994
- أثناء عمله في السعودية، قام بتصميم أول لغة برمجة لحاسب آلي عربي
- طور مع مجموعة من زملائه أول كمبيوتر عربي علي مستوي العالم، وتم تصنيعه في الولايات المتحدة الأميركية تحت اسم كمبيوتر الرائد
- أدار صادق الشرقاوي شركة الرائد ومعاهد الرائد لتدريس علوم الحاسب الآلي
- أصبح من رواد تعريب الكمبيوتر علي مستوي العالم
- كان أول من قام بعمل دورات مكافحة فيروسات الكمبيوتر
- أدار العدد من من المؤتمرات العالمية في مجال مكافحة الفيروسات
- يشغل حالياً منصب عضو مجلس إدارة شركة (RDI) الشركة الهندسية لتطوير نظمة الحاسبات

## الأسرة
- تزوج في 1978 من سوزان عرابي، خريجة كلية العلوم وناشطة في مجال العمل الخيري والتطوعي وتسكن الأسرة حاليا بعمارة خاصة بالمقطم
- له ست من الأبناء هم
  - عبد الرحمن، تخرج من كلية التجارة من جامعة عين شمس، وهو مدير مبيعات شركة المنارة للكمبيوتر و متزوج من مانيفال أحمد المتخصصة في المجال الاسري والاستشارات ورزقهم الله بمهند 3 سنوات وبتول سنة واحدة
  - نهي، تخرجت من كلية التجارة من جامعة عين شمس متزوجة ومقيمة بالرياض
  - مي، تخرجت من كلية الآداب، من قسم علم الاجتماع متزوجة ومقيمة بالكويت
  - عبد الحميد، وهو طالب في أكاديمية أخبار اليوم للإعلام
  - عبد الله وهو طالب في المعهد التكنولوجي العالي بالعاشر من رمضان في السنة النهائية وهو ناشط في مجال الحريات والمدونات
  - سمية، وهي طالبة في معهد اللغات والترجمة متزوجة ورزقها الله بمالك سنة ونصف

## اعتقاله
- اعتقل أول مرة في سنة 2000، وظل في المعتقل لمدة شهرين أثناء الانتخابات البرلمانية

## المحاكمة العسكرية التاسعة لقيادات الإخوان المسلمين
- اعتقل صادق الشرقاوي سنة 2006 في قضية المحاكمة العسكرية التاسعة لقيادات الإخوان المسلمين المرقمة بـ 2 لسنة 2007 وحكم عليه بالسجن لمدة خمس سنوات

## وصلات خارجية
- إخوان ويب - الموقع الرسمي لجماعة الإخوان المسلمين باللغة الإنجليزية
- موقع إخوان أون لاين - الموقع الرسمي لجماعة الإخوان المسلمين باللغة العربية
- مدونة انسي